# Australovenator
Australovenator (som betyder "sydlig jägare") är benämningen på Australiens mest kompletta dinosaurieskelett, (upphittat i närheten av Queensland) över en dinosaurie som livnär sig på kött. Den tillhör släktet av megaraptorer theropoder dinosaurier från australiska cenomanska (senkristalliga) bergarter (daterad till 95 miljoner år sedan). Det är känt från partiella kraniella och postkraniella rester som beskrivs 2009 av Scott Hocknull och kollegor. Australovenator wintonensis var ca 1,6 meter hög, 5-6 meter lång och 0,7 meter bred.